# Gesetz zur Neugliederung von Gemeinden des Landkreises Steinfurt
Das Gesetz zur Neugliederung von Gemeinden des Landkreises Steinfurt wurde am 27. Juni 1969 verkündet und gliederte neun Gemeinden des Landkreises Steinfurt neu. Außerdem wurden drei Ämter aufgelöst.
Durch das Münster/Hamm-Gesetz wurden zum 1. Januar 1975 weitere Gemeinden des Kreises Steinfurt neu gegliedert, der bisherige Kreis Steinfurt (1. Januar 1939 bis 30. September 1969: Landkreis Steinfurt) wurde aufgelöst und die Städte und Gemeinden dem neuen Kreis Steinfurt zugeordnet.

## Kurzbeschreibung
| § 1 | Zusammenschluss der Stadt Ochtrup und der Gemeinden Langenhorst und Welbergen zur neuen Stadt Ochtrup, Auflösung des Amtes Ochtrup |
| § 2 | Zusammenschluss der Stadt Horstmar und der Gemeinde Leer zur neuen Stadt Horstmar, Auflösung des Amtes Horstmar                    |
| § 3 | Zusammenschluss der Gemeinden Laer und Holthausen zur neuen Gemeinde Laer, Auflösung des Amtes Laer                                |
| § 4 | Eingliederung der Gemeinde Hembergen in die Stadt Emsdetten                                                                        |
| § 5 | Bestätigung von Gebietsänderungsverträgen                                                                                          |
| § 6 | Zuordnung von Horstmar, Ochtrup und Laer zum Amtsgericht Burgsteinfurt                                                             |
| § 7 | Inkrafttreten am 1. Juli 1969 |